# Concord and Portsmouth Railroad
Die Concord and Portsmouth Railroad ist eine ehemalige Eisenbahngesellschaft in New Hampshire (Vereinigte Staaten). Sie bestand unter verschiedenen Namen von 1845 bis 1945.

## Vorgeschichte und Bau
Der Bundesstaat New Hampshire war bis 1845 durch drei Nord-Süd-Strecken erschlossen, die von Massachusetts her in die Hauptstadt Concord, durch den Südosten des Bundesstaats über Dover nach Maine und entlang der Küste über Portsmouth nach Maine führten. Speziell das Gebiet zwischen der Strecke Boston–Concord und der Boston&Maine über Dover war nicht durch Eisenbahnen erschlossen. Zwei Bahngesellschaften wurden daher am 1. Juli 1845 gegründet, die Portsmouth, New Market and Concord Railroad sowie die Portsmouth, New Market and Exeter Railroad. Beide erhielten die Konzession zum Bau und Betrieb einer Eisenbahnstrecke von Portsmouth zu einem Punkt an der Concord Railroad zwischen Manchester und Concord, der Bow Junction genannt wurde. Die Gesellschaften fusionierten am 23. Dezember 1845 zur Portsmouth and Concord Railroad. Diese erhielt per Ergänzungsverträgen vom 10. Juli 1846 bzw. 23. Juni 1848 auch Konzessionen für Zweigstrecken von Suncook nach Hooksett sowie von Candia nach Manchester.
Der Bau der normalspurigen Bahnstrecke Portsmouth–Bow Junction begann im Sommer 1847 von Portsmouth aus. Im August 1852 konnte die rund 63 Kilometer lange Strecke vollendet werden. Die beiden Zweigstrecken wurden zunächst nicht gebaut.

## Weitere Entwicklung
Die Strecke blieb hinter den Erwartungen bezüglich der Einnahmen zurück, sodass 1855 Konkurs angemeldet werden musste. Am 1. Mai des Jahres nahm die Gesellschaft eine Hypothek auf ihre Strecke auf. Der Besitz ging dadurch an die Gläubiger der Bahn. Diese gründeten am 14. Juli des Jahres die Concord and Portsmouth Railroad. Erst am 1. September 1857 konnte die neue Gesellschaft die Bahn übernehmen.
Da die finanzielle Situation sich nicht wesentlich besserte, pachtete die finanzstarke Concord Railroad am 11. September 1858 die Bahngesellschaft für fünf Jahre, was am 1. Januar 1862 auf 99 Jahre verlängert wurde. Diese Bahngesellschaft setzte durch, dass der Abschnitt Candia–Suncook stillgelegt wurde und stattdessen die beiden bereits konzessionierten Zweigstrecken gebaut wurden. 1862 erfolgte diese Stilllegung zeitgleich mit der Eröffnung der Strecke nach Manchester. Den Streckenrest vom Abzweig Bow Junction nach Suncook sowie die Konzession für den Abzweig nach Hooksett erwarb die Concord Railroad.
Mit Fusion der Concord Railroad mit anderen Gesellschaften zur Concord and Montreal Railroad am 19. September 1889 ging auch der Leasingvertrag mit der Concord&Portsmouth an diese neue Gesellschaft über. Am 29. Juni 1895 ging die Betriebsführung schließlich an die Boston&Maine, die zwischenzeitlich die Concord&Montreal gepachtet hatte. 1940 kaufte die Boston&Maine die Anteilsmehrheit an der Concord&Portsmouth und erwarb die gesamte Bahngesellschaft schließlich vier Jahre später. 1945 wurde die Gesellschaft aufgelöst. Die Strecke der Gesellschaft wurde 1982 zwischen Rockingham und Manchester stillgelegt, der restliche Streckenabschnitt wird heute von den Pan Am Railways benutzt.